# XB-33超級掠奪者轟炸機
XB-33超級掠奪者轟炸機（英語：Super Marauder)(Martin Model 190)是一款由格倫·L·馬丁公司研製的二戰美軍轟炸機。該機是B-26轟炸機的高空轟炸版本，並有兩種不同的設計，分別為雙引擎和四引擎飛機。該計劃在任何飛機製造出來之前就被取消了。

## 發展

### XB-33
B-33的第一個版本XB-33是一款雙尾中型轟炸機，配備R-3350發動機和加壓乘員艙；該款設計始於1940年。它可攜帶約4,000lb(1,814kg)的炸彈。XB-33設計開始後不久，就發現雙發無法達到軍隊要求的性能。該公司繼續開發更大型的四發版本XB-33A。

### XB-33A
放棄雙發設計後，該公司繼續設計更大的四發版本，而後陸軍航空軍訂購了兩架原型機，命名為XB-33A；該款載彈量達到了12,000lb(5,443 kg)，與B-24 解放者的載彈量相當。
最初XB-33採用R-3350發動機，然而XB-33A轉而採用萊特R-2600發動機。（R-3350要提供給B-29。）
1942年1月17日，美國陸軍航空軍訂購了400架 B-33A，在內布拉斯加州奧馬哈政府的工廠（由馬丁營運）生產。1942年11月25日，該項目被取消，以便奧馬哈工廠全力製造B-29。

## 型號
XB-33
雙發版本的原型機，採用R-3350發動機，共訂購2架並取消
XB-33A
雙發版本的原型機，採用R-2600-15發動機，共訂購2架並取消
B-33A Super Marauder
XB-33A的量產型，訂購並取消400架

### 註記
1. 1 2 3  Andrade 1979, p 51

### 書目
- Encyclopedia of American Aircraft
- Andrade, John. . Midland Counties Publications. 1979. ISBN 0-904597-22-9.